# Будинок Меттер
Будинок Меттер (інша назва — Будинок Меггера) — будинок, що розташовувався на розі вулиці Суворовської та Успенського (нині — Спартаківського) провулку; яскравий представник стилю модерн органічного напрямку.
Будівля побудована між 1910 і 1915 роками. Наприкінці 1921 року була знижена пожежею, і в грудні цього ж року Економнарада розглядала договір Комунвідділу про здачу в оренду Меттеру його колишнього будинку. Але відновити його не вдалося (очевидно з причини голоду 1921–1922 років).

## Опис будинку
Кожна архітектурна деталь будинку була не просто співвідносна з рослинними мотивами, вона відображала напругу росту, прагнення до світла органічної форми. Площину стін, що відігравала роль фону, було декоровано облицювальною цеглою; відчувалася рука талановитого архітектора, який тонко розуміє дух часу.
На першому поверсі знаходилося кафе з кондитерською, що належало Меттеру і скоро здобуло популярність серед мешканців Херсона. Другий поверх будівлі займало Херсонське відділення Сполученого банку.
Перший поверх сусіднього з Меттера будинку винаймав Давид Когон — власник магазину дитячих іграшок. Тільки у нього можна було придбати перші заводні іграшки, що з'являлися в Херсоні. У цьому ж будинку два верхні поверхи займало фотоательє Можаровського (одного з найкращих на той час фотографів Херсона). У нижньому поверсі були вестибюль, приймальня і лабораторія, у верхньому — знімальний павільйон. Зліва від будинку Меттера, за Успенським провулком, знаходився одноповерховий будинок з трьома арочними прорізами, який займала кондитерська Горохова.
Після зруйнування будинку, на йог місці знаходився житловий будинок, а нижній поверх займали перукарня і кафе «Ікар». У теперішній час на цьому знаходиться піцерія «Челентано» (вул. Суворова, 17).